# Frances Hook

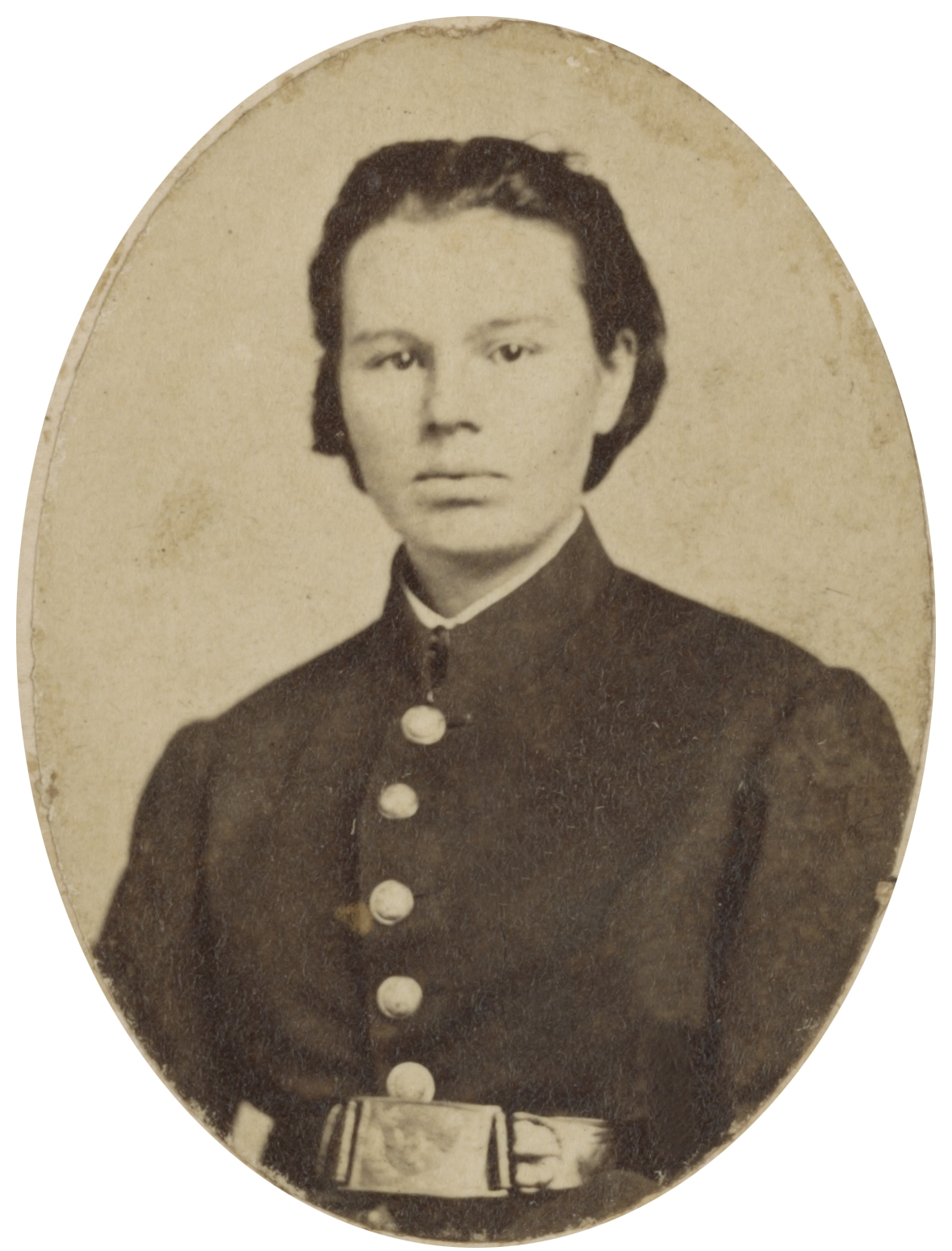
Frances Hook fotografiada con su uniforme militar.

Frances Hook (1847–17 de marzo de 1908), fue una joven que disfrazada de hombre, se alistó como soldado en el Ejército de la Unión durante la Guerra de Secesión de los Estados Unidos. Sus alias fueron Pvt. Frank Miller, Frank Henderson, y Frank Fuller.

## Primeros años
Frances Hook nació en Illinois en 1847. Cuándo tenía tres años ambos padres murieron, dejándola sola con su hermano mayor, quien la cuidó hasta el inicio del conflicto.
Cuando estalló la guerra, Hook y su hermano vivían en Chicago, Illinois. Su hermano decidió alistarse en el Ejército de la Unión. Hook, no queriendo quedarse sola, decidió disfrazarse de hombre y alistarse con su hermano.

## Guerra civil
Cuándo Hook se alistó tenía catorce años, pero aseguró tener veintidós. Cortó su cabello y disfrazada de hombre se unió al regimiento 11.ª de Infantería de Illinois (o al 65.ª regimiento de la Guardia Local de Illinois según otras fuentes) utilizando el falso nombre de Frank Miller, el 30 de abril de 1861. Hook y su hermano sirvieron durante 90 días sin ser ella descubierta.
El 30 de julio de 1861 se realistaron en la 11.ª Infantería de Illinois (o 19.ª  de Infantería de Illinois según otras fuentes) por tres años más. Su regimiento luchó en Fort Henry, Fort Donelson, y en la Batalla de Shiloh (6-7 de abril de 1862) donde el hermano de Hook cayó muerto. Quedó tan devastada por su muerte que ya no podía aguantar servir en el mismo regimiento en el que él había caído en combate.
Aun así, Hook deseaba continuar su servicio militar. Bajo un nuevo nombre, Frank Henderson, se alistó en el regimiento 33.ª de Infantería de Illinois. Después de unos meses de servicio fue herida en el hombro en la Batalla de Fredericktown (21 de octubre de 1861) en Misuri. Mientras era tratada en el hospital militar, el doctor descubrió su verdadero género; fue dada de baja del ejército y se le ordenó regresar a casa.
Sin hogar ni familia, Hook se realistó en el regimiento 90.ª de Infantería de Illinois, con el que vio acción a menudo pues el regimiento luchó en Holly Spring, Coldwater, el Asedio de Vicksburg, el Asedio de Jackson, y Missionary Ridge. El regimiento marchaba a través de Florence, Alabama a finales del verano de 1863 cuando Hook se detuvo para introducirse en una casa aparentemente vacía para buscar provisiones; mientras buscaba, dos soldados confederados que se habían escondido en la casa la sorprendieron y capturaron.

### Captura
Hook fue encarcelada en Atlanta, Georgia. Pronto intentó escapar, pero recibió un disparo en el muslo y llevada al hospital de la prisión. Mientras la trataba el doctor descubrió que era una mujer. Fue trasladada a una habitación aparte y puesta en una lista de prisioneros para ser intercambiados. El 17 de febrero de 1864, Hook fue uno  de los veintisiete prisioneros de la Unión intercambiados en Graysville, Georgia.
Durante su encarcelamiento contó su historia a los médicos y oficiales confederados. Quedaron tan impresionados por sus acciones que recibió una carta del presidente de la Confederación Jefferson Davis ofreciéndole una comisión si luchaba para el Ejército Confederado. Hook se negó declarando que prefería servir como soldado común en el Ejército de la Unión que como lugarteniente en el Ejército Confederado. Añadió que prefería ser colgada que luchar contra la Unión.
Cuándo Dr. Mary Edwards Walker, una cirujana del Ejército de la Unión, escuchó este informe, argumentó que Hook debería ser nombrada lugarteniente en el Ejército de la Unión, pero fue ignorada. La doctora Walker se emocionó tanto con la noticia sobre una mujer soldado, que se lo notificó a la prensa. Hook accedió a varias entrevistas, pero rechazó dar su nombre real. Prometió a los reporteros de los periódicos que se iría a casa, aunque muchos lo dudaron.

### Salida
Frances Hook fue de nuevo dada de alta y se le dijo que volviera a casa. Los oficiales al cargo de enviarla de regreso alertaron a las autoridades de reclutamiento, "aconsejándoles que estuvieran atentos a un posible intento de realistamiento al servicio." Algunos especulan que así fue; aunque no hay ninguna prueba sustancial de que así hiciera.
Hook finalmente se casó, y tuvo una hija llamada Maggie. Después de la muerte de su madre, el 17 de marzo de 1908, Maggie Dickson escribió al Departamento de Guerra buscando confirmación del servicio militar de Frances Hook. La carta fue enviada a la oficina del ayudante general, quién pudo localizar un registro de la captura de Hook y su tratamiento médico entre los registros de guerra.

## Otras lecturas
- https://www.washingtonpost.com/local/women-soldiers-fought-bled-and-died-in-the-civil-war-then-were-forgotten/2013/04/26/fa722dba-a1a2-11e2-82bc-511538ae90a4_story.html